# Toy-Box
Toy-Box là nhóm nhạc bubblegum pop Đan Mạch, bao gồm Anila Mirza và Amir El-Falaki. Mirza sinh ngày 8 tháng 10 năm 1974 tại Frederiksværk, Đan Mạch trong gia đình người Ấn Độ-Iran-Pakistan. El-Falaki sinh ngày 12 tháng 8 năm 1973 tại Copenhagen, Đan Mạch trong gia đình người Maroc. Vào năm 1999, họ giành được nhiều thành công tại bảng xếp hạng âm nhạc Scandinavia cùng với ca khúc "Tarzan & Jane" trong album Fantastic. Toy-Box tái hợp và trình diễn tại sự kiện Vi Elsker 90'erne tại Đan Mạch vào năm 2017.

## Lịch sử
"Tarzan & Jane" giành chiến thắng tại tạp chí Smash Hits ở Vương quốc Anh vào năm 1999, nhưng hãng đĩa Anh Quốc Edel quyết định tạm ngưng phát hành cho đến cuối năm, trùng với dịp phát hành phim Tarzan của Disney. Họ đã chọn phát hành "Best Friend" trước; mặc dù bài hát được phát hành nhiều lần trên The Box, nhưng nó chỉ đạt thứ hạng 41 trên UK Singles Chart, và kế hoạch phát hành "Tarzan & Jane" bị hủy bỏ. Bài hát chỉ đạt vị trí thứ 2 trong danh sách bài hát ăn khách nhất Hà Lan. "Tarzan & Jane" đạt vị trí thứ 15 trên Eurochart Hot 100. Vào năm 1999 ca khúc đạt thứ hạng 16 trên MTV Europe.
Album đầu tiên của Toy-Box là Fantastic, bao gồm các ca khúc nổi tiếng "The Sailor Song", "Best Friend", "Super-Duper-Man", "Teddybear", và "Tarzan & Jane". Nó được phát hành vào tháng 9 năm 1999 và album kế tiếp được phát hành vào năm 2001, Toy Ride, bao gồm các ca khúc được yêu thích "www.girl", "Prince of Arabia", và "Wizard of Oz".
Sau khí nhóm tan rã, El-Falaki trở thành giáo viên khiêu vũ, biên đạo múa Video âm nhạc và huấn luyện cho đội cổ vũ của F.C. Copenhagen. Mirza sau đó đổi tên thành Aneela và bắt đầu sự nghiệp solo với thành công giới hạn. Khi được hỏi về Toy-Box sẽ phát hành thêm vào năm 2007, Aneela trả lời, "Tôi không biết, bất cứ điều gì cũng có thể."
Tính đến  năm  2017, Toy-Box trở lại chuyến lưu diễn cùng với Aqua, Vengaboys, và cùng nhiều buổi biểu diễn về thập niên 1990.

## Danh sách đĩa nhạc

### Album phòng thu
| Năm                                                    | Chi tiết Album                                                                                         | Vị trí cao nhất | Vị trí cao nhất | Vị trí cao nhất | Vị trí cao nhất | Vị trí cao nhất | Chứng nhận                      |
| Năm                                                    | Chi tiết Album                                                                                         | DEN             | NDL             | NOR             | SWE             | FIN             | Chứng nhận                      |
| ------------------------------------------------------ | --- | --------------- | --------------- | --------------- | --------------- | --------------- | ------------------------------- |
| 1999                                                   | Fantastic - Phát hành: 21 tháng 5 năm 1999 - Hãng đĩa: Edel - Định dạng: CD, Cassette, Tải kỹ thuật số | 3               | 1               | 9               | 17              | 28              | - DEN: Bạch kim - NED: Platinum |
| 2001                                                   | Toy Ride - Phát hành: 28 tháng 7 năm 2001 - Hãng đĩa: Edel - Định dạng: CD, Tải kỹ thuật số            | 22              | 91              | —               | —               | —               |                                 |
| "—" biểu thị các bản phát hành không có bảng xếp hạng. | |                 |                 |                 |                 |                 |                                 |

### Đĩa đơn
| Năm                                              | Đĩa đơn           | Vị trí cao nhất | Vị trí cao nhất | Vị trí cao nhất | Vị trí cao nhất | Vị trí cao nhất | Vị trí cao nhất | Vị trí cao nhất | Vị trí cao nhất | Vị trí cao nhất | Vị trí cao nhất | Vị trí cao nhất | Album     | Chứng nhận      |
| Năm                                              | Đĩa đơn           | AUS             | AUT             | DEN             | EUR             | GER             | NED             | NOR             | NZ              | SUI             | SWE             | UK              | Album     | Chứng nhận      |
| ------------------------------------------------ | ----------------- | --------------- | --------------- | --------------- | --------------- | --------------- | --------------- | --------------- | --------------- | --------------- | --------------- | --------------- | --------- | --------------- |
| 1998                                             | "Tarzan & Jane"   | 41              | 28              | 2               | 15              | 37              | 2               | 3               | 27              | 34              | 8               | —               | Fantastic | - NED: Bạch kim |
| 1999                                             | "Best Friend"     | 39              | —               | 6               | 11              | —               | 1               | 13              | —               | —               | 23              | 41              | Fantastic | - NED: Vàng     |
| 1999                                             | "The Sailor Song" | —               | —               | —               | —               | —               | 9               | —               | —               | —               | —               | —               | Fantastic |                 |
| 2001                                             | "Superstar"       | —               | —               | —               | —               | —               | 41              | —               | —               | —               | —               | —               | Toy Ride  |                 |
| 2001                                             | "www.girl"        | —               | —               | —               | —               | —               | 35              | —               | —               | —               | —               | —               | Toy Ride  |                 |
| "—" biểu thị các đĩa đơn không có bảng xếp hạng. |                   |                 |                 |                 |                 |                 |                 |                 |                 |                 |                 |                 |           |                 |

### Đĩa đơn quảng bá
| "Teddybear"                                            | 1999 | — | Fantastic |
| "—" biểu thị các bản phát hành không có bảng xếp hạng. |      |   |           |